# Cedar Hill, Texas
Cedar Hill là một thành phố thuộc quận Dallas, tiểu bang Texas, Hoa Kỳ. Năm 2010, dân số của xã này là 45028 người.

## Dân số
- Dân số năm 2000: 32093 người.
- Dân số năm 2010: 45028 người.